# Joachim Drenckhan
Joachim Drenckhan, auch Drenckhanius und Drinchanius (* um 1570 in Grevesmühlen; † Juni 1616 in Stralsund, begraben am 25. Juni 1616) war ein deutscher Pädagoge und Rektor in Stralsund.
Drenckhan ist im Januar 1590 als Respondent an der Universität Frankfurt an der Oder nachgewiesen. Am 31. März 1597 wurde er an der Universität Rostock zum Magister promoviert.
1598 wurde er zum Subrektor am Katharineum zu Lübeck berufen. Hier war Joachim Jungius sein Schüler. Im Herbst 1606 wurde er als Rektor an das Gymnasium Stralsund berufen, wo er am 22. Januar 1607 in sein Amt eingeführt wurde und bis zu seinem plötzlichen Tod 1616 blieb. Drenckhan machte sich um die innere Ordnung des Gymnasiums verdient; er schuf eine neue Ordnung für die Chorschüler und legte das Legaten-Buch an, das die der Schule gemachten Stiftungen und ihre Einnahmen und Ausgaben verzeichnet und eine wichtige Quelle für die Geschichte des Gymnasiums bildet. Das ebenfalls von ihm begonnene Leichen-Buch sowie das Holz-Buch, die beide der Buchhaltung der entsprechenden Einnahmen und Ausgaben dienten, sind nicht mehr vorhanden. Zum Gebrauche des Lehrercollegii ließ er eine Badstube im Haus des Conrectors einrichten.
Er war seit 1600 verheiratet mit Anna, geb. Smedes, der Tochter eines Lübecker Bürgers. Sie starb am 3. Juli 1614, und er heiratete nach Ablauf des Trauerjahrs 1615 noch einmal.